# Baltasar Kormákur
Baltasar Kormákur Samper (narozen 27. února 1966 v Reykjavíku) je islandský herec a režisér.

## Tvorba
Vystudoval Islandskou dramatickou akademii a poté se začal věnovat divadlu a filmu jako herec a režisér. Mezinárodně ho proslavily role ve filmech jeho krajana F. T. Fridrikssona Ďáblův ostrov (1996) a Andělé všehomíra (1999). Jako filmový režisér, scenárista a producent debutoval v roce 2000 adaptací románu H. Helgasona S milenkou mé matky, která mu vynesla Cenu poroty mladých na MFF v Locarnu, Cenu FIPRESCI na MFF v Soluni a Cenu za objev v Torontu. Kormákur byl členem poroty na MFFKV v roce 2003, kde v sekci Horizonty uvedl jeho drama Moře (2002). Ke snímku, ověnčenému Cenou FIPRESCI z MFF v Istanbulu, opět napsal scénář a zároveň ho produkoval vlastní společností Blueeyes Productions. Stejně tomu bylo i v případě krimi Cesta do nebe, americké koprodukce, do níž obsadil F. Whitakera a J. Stilesovou. Film Everest (2015) pojednává o velké tragédii na nejvyšší hoře světa z roku 1996.
Za svůj film Severní blata (Mýrin, 2006) získal hlavní cenu Kříšťálový glóbus na Mezinárodním filmovém festivalu Karlovy Vary v roce 2007.